# Statues-menhirs de Reguers de Seró
Les statues-menhirs de Reguers de Seró sont un groupe de trois statues-menhirs découvertes dans la commune d'Artesa de Segre, dans la province de Lérida, en Catalogne, en Espagne. Elles ont été réutilisées dans la construction d'un dolmen.

## Historique
Le site de Reguers de Seró a été découvert en 2007 lors de la construction du canal Segarra-Garrigues, à environ 7 kilomètres d'Artesa de Segre. Il a été fouillé entre janvier et avril 2007 par le groupe de recherche préhistorique de l'université de Lleida. Le site étant condamné par les travaux, le dolmen et les statues ont été démontés puis réinstallés, en octobre 2013, dans le musée Espai Transmissor à Seró. L'examen détaillé des fragments de statues découverts a montré qu'ils correspondaient à trois statues distinctes alors qu'à l'origine les fragments ornés avaient été identifiés comme autant de statues distinctes (anciennement dénommées Seró I à XI).
Le site a été déclaré bien culturel d'intérêt national en tant que monument historique et site archéologique.

## Dolmen
Le site correspond à un fond de vallée, sur la rive droite de la rivière du Senill, affluent du Sègre. La construction mégalithique a été découverte à 3 m de profondeur. Elle correspond à un dolmen simple de type pyrénéen qui était recouvert d'un tumulus délimité par une enceinte mégalithique constituée de sept dalles. Les crues et les inondations régulières du site ont contribué à l'arasement de la partie sud du tumulus, qui devait mesurer environ 9 -m de diamètre dans le sens nord-sud à l'origine, et au recouvrement du tumulus par une épaisse couches d'alluvion (limon sableux, argile et gravier). Cette conservation sous terre a entraîné la formation d'une fine couche de calcite sur les orthostates du dolmen constitué par des dalles en grès du type calcarénite dont des affleurements sont visibles immédiatement aux alentours du site. Une analyse pétrographique des pierres en a confirmé l'origine locale.
Le dolmen a été édifié directement sur le substrat naturel en utilisant les éléments d'un monument préexistant qui pourrait avoir été formé avec au moins trois statues-menhirs (dénommées Seró A, B et C). On ignore si les autres éléments en pierre, non décorés, utilisés dans la construction du dolmen proviennent du même monument que les statues. Les statues-menhirs ont été brisées volontairement pour construire le dolmen et en délimiter le tumulus. Les plus grands fragments ont été utilisés comme orthostates délimitant la chambre, plantés dans des tranchées de fondation et calés avec des blocs plus petits dont des débris des statues. La chambre, de forme rectangulaire, mesure environ 1,80 m de long sur 1,40 m de large, avec une ouverture à l'ouest. Le tumulus est constitué d'un premier pavage de blocs à plat qui fut recouvert d'un amoncellement de pierres et de terre qui ne recouvrait pas totalement la chambre. Il était entouré par un péristalithe comportant des fragments plus petits de la statue Seró A. La statue Seró C a été découverte couchée sur le tumulus, face décorée contre terre mais elle devait être incluse dans l'enceinte.
Le mode de couverture de la chambre demeure inconnu mais des petits trous de 0,15 à 0,20 m de diamètre ont été découverts dans le sol de la chambre sur le bord des tranchées de fondation. Ils pourraient correspondre à des trous de poteaux ou de petits piquets.

## Matériel archéologique
Les fouilles archéologiques ont permis de recueillir les restes partiels de deux inhumations et un petit mobilier funéraire. Les ossements humains découverts correspondent à la partie supérieure du corps d'un jeune adulte (partie de la cage thoracique, clavicules et colonne vertébrale) et à deux incisives appartenant à deux individus distincts. La surface de la couche archéologique a été découverte en partie mélangée (os humains, os d'animaux, pierres et terre). La datation au carbone 14 des os humains a permis de distinguer deux périodes distinctes : une première séquence correspondant à une période calibrée comprise entre 2881 et 2581 av. J.-C. et une seconde séquence correspondant à une période calibrée comprise entre 2127 et 1903 av. J.-C.. La datation confirme que la tombe a été utilisée en plusieurs temps.
Le mobilier archéologique retrouvé comprend près de 400 perles en coquillage (cardium), une perle en pierre, quatre boutons prismatiques en os à section triangulaire et perforation en « V », des éclats de silex et quelques céramiques (bol non décoré à fond concave, moitié d'un autre vase, divers tessons). Les ossements d'animaux recueillis étaient très détériorés mais ils correspondent à des ovi-capridés. Le mobilier a été daté de la période campaniforme, ce qui est cohérent avec les datations obtenues au radiocarbone. La tombe a été violée durant l'Antiquité : la dalle de fermeture a été arrachée et jetée sur le côté et une partie de la couche archéologique a été éparpillée en dehors de la chambre,.

## Les statues-menhirs

### Statue-menhir Seró A

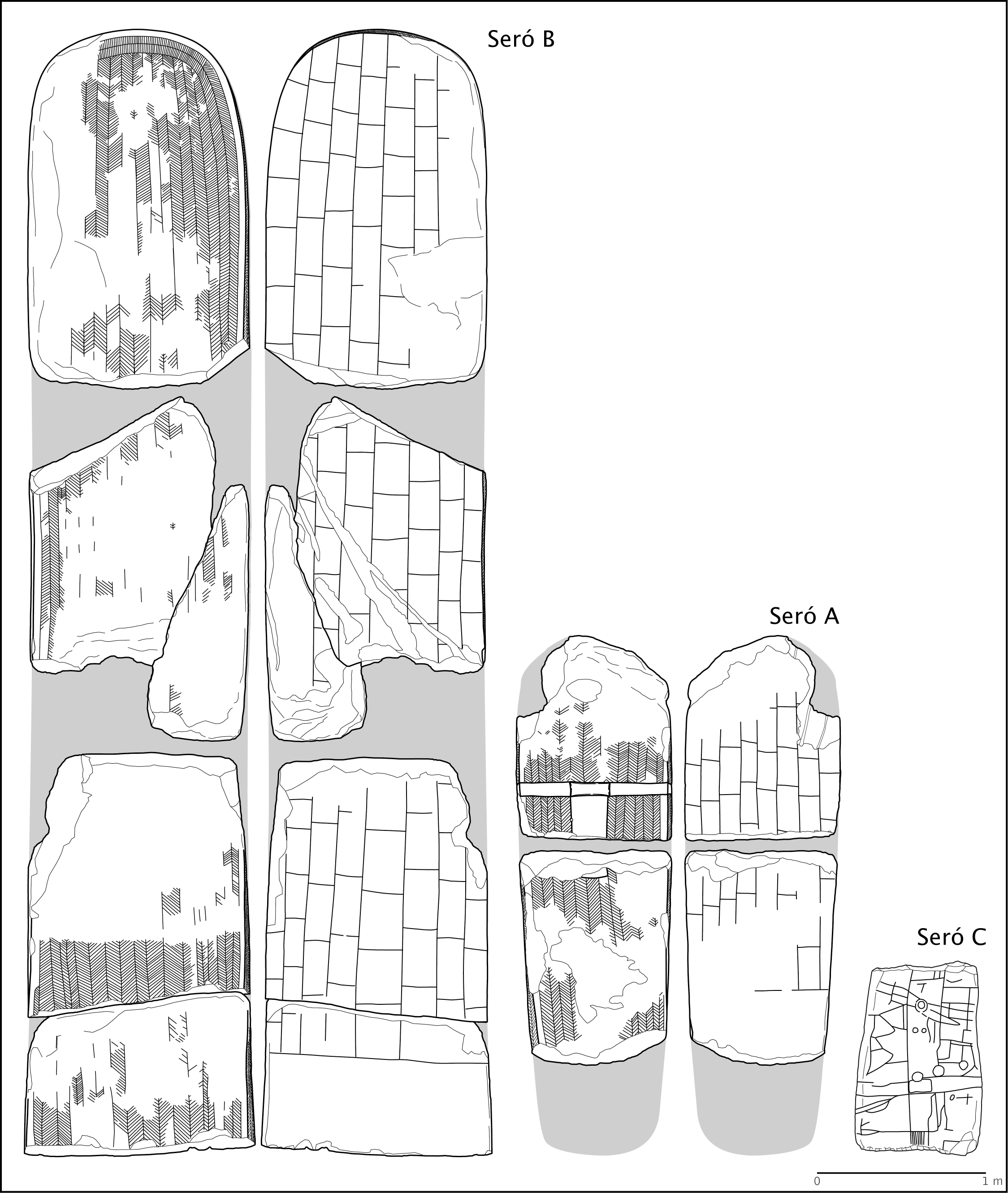
Détail des trois statues.

La statue a été brisée en deux parties d'égale hauteur (anciennement dénommée Seró V et VI). Elle mesurait à l'origine au moins 2,60 m de hauteur pour 1 m  de largeur au centre et 0,23 m d'épaisseur.  La statue est ornée d'un décor sculpté en bas-relief sur toutes ses faces : des chevrons organisés par bandes verticales sur la face antérieure, les côtés et la partie sommitale, et des rectangles non alignés sur la face postérieure. La statue-menhir Seró A comporte en plus la représentation d'une ceinture lisse avec une boucle centrale. Ce décor est interprété comme étant la figuration d'une tunique maintenue par une ceinture, l'ensemble étant recouvert d'un manteau.

### Statue-menhir Seró B
La statue a été brisée en quatre fragments (anciennement dénommés Seró I à IV). De forme rectangulaire, elle mesurait au minimum 7 m de haut (sur 1,35 m de largeur et 0,25 à 0,30 m d'épaisseur) ce qui en ferait la plus grande statue-menhir connue à ce jour en Europe. La partie sommitale est arrondie par un demi-cercle interprété comme une abstraction de la tête. Son style rappelle celui des statues-menhirs du groupe rouergat que l'on retrouve aussi chez d'autres statues-menhirs  de la péninsule ibérique. En Catalogne, cette morphologie se retrouve aussi sur quelques menhirs (Vinya del Giralt). Son décor s'apparente à celui de la statue Seró A mais avec des différences : le personnage ne porte pas de ceinture mais un attribut supplémentaire au niveau de la tête, un genre de voile surmonté d'« un diadème ».

### Statue-menhir Seró C
La statue Seró C est une dalle de forme trapézoïdale (0,75 m sur 0,60 m) de 1,10 m de hauteur et peu épaisse (0,12 m). Elle comporte une face plate et une autre légèrement concave. Les bords sont arrondis. Les deux extrémités ont été retaillées mais on ignore si ce traitement date de l'origine ou de la réutilisation ultérieure. Seule la face plane est décorée avec de multiples incisions en « V », non régulières, similaires à celles visibles sur les statues-menhirs du Rouergue. La statue porte une ceinture à boucle. Le décor est divisé en trois panneaux verticaux : à droite des motifs rectangulaires, à gauche des chevrons, au centre deux petites cupules probablement d'origine naturelle. Dans la partie supérieure, une représentation de « l'objet » et une amorce de baudrier sont bien visibles sur la poitrine. Dans la partie basse, la jambe droite est quasi complète et les cinq doigts de pied sont représentés. L'ensemble correspond peut-être à plusieurs dessins successifs.
Tant par sa technique de gravure que par les motifs représentés et sa petite taille, la statue C se distingue nettement des deux autres, elle n'appartient pas au même faciès culturel. Elle date peut-être d'une période plus récente, celle de la construction du dolmen et n'aurait donc pas été utilisée uniquement en tant que matériau de réemploi.